# Liste der olympischen Medaillengewinner von den Niederländischen Antillen
Das Nederlands Antilliaans Olympisch Comité wurde 1931 gegründet und 1950 vom Internationalen Olympischen Komitee aufgenommen. 2011 verweigerte das IOC die weitere Mitgliedschaft, da sich die Niederländischen Antillen 2010 aufgelöst hatten.

## Medaillenbilanz
Insgesamt konnte ein Sportler für die Niederländischen Antillen eine olympische Medaille erringen (1 Silber).
| Niederländische Antillen bei den Olympischen Sommerspielen                     | Niederländische Antillen bei den Olympischen Sommerspielen | Niederländische Antillen bei den Olympischen Sommerspielen | Niederländische Antillen bei den Olympischen Sommerspielen | Niederländische Antillen bei den Olympischen Sommerspielen | Niederländische Antillen bei den Olympischen Sommerspielen |      | Niederländische Antillen bei den Olympischen Winterspielen | Niederländische Antillen bei den Olympischen Winterspielen | Niederländische Antillen bei den Olympischen Winterspielen | Niederländische Antillen bei den Olympischen Winterspielen | Niederländische Antillen bei den Olympischen Winterspielen | Niederländische Antillen bei den Olympischen Winterspielen |
| Jahr                                                                           | Gold                                                       | Silber                                                     | Bronze                                                     | Gesamt                                                     | Rang                                                       | Jahr | Gold                                                       | Silber                                                     | Bronze                                                     | Gesamt                                                     | Rang                                                       |                                                            |
| 1952                                                                           | 0                                                          | 0                                                          | 0                                                          | 0                                                          |                                                            |      | 1952                                                       | –                                                          | –                                                          | –                                                          | –                                                          | –                                                          |
| 1956                                                                           | –                                                          | –                                                          | –                                                          | –                                                          | –                                                          |      | 1956                                                       | –                                                          | –                                                          | –                                                          | –                                                          | –                                                          |
| 1960                                                                           | 0                                                          | 0                                                          | 0                                                          | 0                                                          |                                                            |      | 1960                                                       | –                                                          | –                                                          | –                                                          | –                                                          | –                                                          |
| 1964                                                                           | 0                                                          | 0                                                          | 0                                                          | 0                                                          |                                                            |      | 1964                                                       | –                                                          | –                                                          | –                                                          | –                                                          | –                                                          |
| 1968                                                                           | 0                                                          | 0                                                          | 0                                                          | 0                                                          |                                                            |      | 1968                                                       | –                                                          | –                                                          | –                                                          | –                                                          | –                                                          |
| 1972                                                                           | 0                                                          | 0                                                          | 0                                                          | 0                                                          |                                                            |      | 1972                                                       | –                                                          | –                                                          | –                                                          | –                                                          | –                                                          |
| 1976                                                                           | 0                                                          | 0                                                          | 0                                                          | 0                                                          |                                                            |      | 1976                                                       | –                                                          | –                                                          | –                                                          | –                                                          | –                                                          |
| 1980                                                                           | –                                                          | –                                                          | –                                                          | –                                                          | –                                                          |      | 1980                                                       | –                                                          | –                                                          | –                                                          | –                                                          | –                                                          |
| 1984                                                                           | 0                                                          | 0                                                          | 0                                                          | 0                                                          |                                                            |      | 1984                                                       | –                                                          | –                                                          | –                                                          | –                                                          | –                                                          |
| 1988                                                                           | 0                                                          | 1                                                          | 0                                                          | 1                                                          | 36                                                         |      | 1988                                                       | 0                                                          | 0                                                          | 0                                                          | 0                                                          |                                                            |
| 1992                                                                           | 0                                                          | 0                                                          | 0                                                          | 0                                                          |                                                            |      | 1992                                                       | 0                                                          | 0                                                          | 0                                                          | 0                                                          |                                                            |
| 1996                                                                           | 0                                                          | 0                                                          | 0                                                          | 0                                                          |                                                            |      | 1994                                                       | –                                                          | –                                                          | –                                                          | –                                                          | –                                                          |
| 2000                                                                           | 0                                                          | 0                                                          | 0                                                          | 0                                                          |                                                            |      | 1998                                                       | –                                                          | –                                                          | –                                                          | –                                                          | –                                                          |
| 2004                                                                           | 0                                                          | 0                                                          | 0                                                          | 0                                                          |                                                            |      | 2002                                                       | –                                                          | –                                                          | –                                                          | –                                                          | –                                                          |
| 2008                                                                           | 0                                                          | 0                                                          | 0                                                          | 0                                                          |                                                            |      | 2006                                                       | –                                                          | –                                                          | –                                                          | –                                                          | –                                                          |
| Gesamt                                                                         | 0                                                          | 1                                                          | 0                                                          | 1                                                          |                                                            |      | Gesamt                                                     | 0                                                          | 0                                                          | 0                                                          | 0                                                          |                                                            |
| \| \| Gold \| Silber \| Bronze \| Gesamt \| \| Ges. S+W \| 0 \| 1 \| 0 \| 1 \| |                                                            |                                                            |                                                            |                                                            |                                                            |      |                                                            |                                                            |                                                            |                                                            |                                                            |                                                            |
|                                                                                | Gold                                                       | Silber                                                     | Bronze                                                     | Gesamt                                                     |                                                            |      |                                                            |                                                            |                                                            |                                                            |                                                            |                                                            |
| Ges. S+W                                                                       | 0                                                          | 1                                                          | 0                                                          | 1                                                          |                                                            |      |                                                            |                                                            |                                                            |                                                            |                                                            |                                                            |

## Medaillengewinner
| Name        | Sportart | Jahr / Disziplin               | Gold | Silber | Bronze | Gesamt |
| ----------- | -------- | ------------------------------ | ---- | ------ | ------ | ------ |
| Jan Boersma | Segeln   | Seoul 1988: Windsurfen, Männer | 0    | 1      | 0      | 1      |